# John Smith (luptător)
John Smith (n. 9 august 1965, Oklahoma City, Oklahoma, SUA) este un luptător ce a reprezentat Statele Unite ale Americii, medaliat olimpic. A participat la 2 ediții ale Jocurilor Olimpice (1988, 1992) în care a câștigat două medalii de aur.